# Innocent Eyes
Innocent Eyes este primul album de studio al cântăreței Delta Goodrem. Materialul a fost lansat pe data de 21 martie 2003. Albumul reprezintă o colecție de balade și melodii pop cântate cu ajutorul pianului. Goodrem a participat la scrierea tuturor melodiilor de pe album, cu excepția  „Throw It Away”,  „Lost Without You” și  „Butterfly”. Albumul a oferit cinci single-uri ce s-au clasat pe prima poziție în clasamentul Australian, acestea fiind  „Born to Try”,  „Lost Without You”, „Innocent Eyes”,  „Not Me, Not I” și  „Predictable”.

## Lista Melodiilor
Ediția Standard
1. „Born to Try” (Goodrem, Audius Mtawarira) — 4:13
2. „Innocent Eyes” (Goodrem, Vince Pizzinga) — 3:53
3. „Not Me, Not I” (Goodrem, Kara DioGuardi, Gary Barlow, Eliot Kennedy, Jarrad Rogers) — 4:25
4. „Throw It Away” (Barlow, Kennedy, Cathy Dennis) — 3:52
5. „Lost Without You” (Gerrard, Bridget Benenate) — 4:10
6. „Predictable” (Goodrem, DioGuardi, Rogers) — 3:40
7. „Butterfly” (Barlow, Kennedy, Tim Woodcock) — 4:00
8. „In My Own Time” (Goodrem) — 4:06
9. „My Big Mistake” (Goodrem, Barlow, Kennedy, Woodcock) — 3:44
10. „This Is Not Me” (Goodrem, Pizzinga) — 4:29
11. „Running Away” (Goodrem, Barlow, Kennedy, Woodcock) — 3:21
12. „A Year Ago Today” (Goodrem, Mark Holden, Paul Wiltshire) — 4:13
13. „Longer” (Goodrem, Barlow, Kennedy, Woodcock) — 3:53
14. „Will You Fall for Me” (Goodrem) — 3:59

Deluxe edition DVD
1. „Born to Try” (videoclip)
2. „Lost Without You” (videoclip)
3. „Born to Try” (Variantă Live)
4. „Born to Try” (filmări din spatele scenei)
5. „Lost Without You” (filmări din spatele scenei)
6. Delta in London (filmări din spatele scenei)

## Clasamente și Vânzări
| Clasament (2003)             | Poziția Maximă |
| ---------------------------- | -------------- |
| Australian ARIA Albums Chart | 1              |
| Austria Albums Chart         | 27             |
| Finland Albums Chart         | 15             |
| France Albums Chart          | 39             |
| Germany Albums Chart         | 20             |
| Ireland Albums Chart         | 3              |
| Netherlands Albums Chart     | 39             |
| New Zealand Albums Chart     | 6              |
| Norway Albums Chart          | 12             |
| Sweden Albums Chart          | 48             |
| Switzerland Albums Chart     | 14             |
| UK Albums Chart              | 2              |

| Clasament     | Certificat  | Vânzări    |
| ------------- | ----------- | ---------- |
| Australia     | 14× Platină | 1,000,000+ |
| Europa        | Platină     | 1,000,000  |
| Franța        | —           | 30,000+    |
| Germania      | Aur         | 100,000+   |
| Noua Zeelandă | 3× Platină  | 45,000+    |
| Regatul Unit  | 2× Platină  | 600,000+   |